# Kathrin Hecker
Kathrin Hecker (* 11. Juli 1963) ist eine ehemalige deutsche Fußballspielerin.

## Karriere

### Vereine
Hecker, in Lößnitz aufgewachsen, spielte in der Saison 1989/90 für die BSG Rotation Schlema, den amtierenden Meister im Frauenfußball der DDR.
Nach der Wiedervereinigung gelangte sie nach Wolfsburg, wo sie für den VfR Eintracht Wolfsburg spielte.

### Nationalmannschaft
Hecker wirkte im einzigen Länderspiel der DDR-Nationalmannschaft mit, die am 9. Mai 1990 im Karl-Liebknecht-Stadion im Potsdamer Stadtteil Babelsberg gegen die Nationalmannschaft der ČSFR vor etwa 800 Zuschauern mit 0:3 verlor.